# Rodolphe Poma
Rodolphe Antoine Pierre Thérèse Poma (Gent, 12 oktober 1885 - onbekend) was een  roeier uit België en was lid van de Koninklijke Roeivereniging Club Gent. Hij nam tweemaal deel aan de Olympische Spelen en won hierbij telkens een zilveren medaille.

## Loopbaan
Poma nam in 1900 deel aan de Olympische Spelen van 1900 in Parijs. Hij was stuurman van de acht van de Club Nautique de Gand, die de zilveren medaille behaalde. 
Poma werd driemaal opeenvolgend Europees kampioen als slagroeier van de acht met stuurman met zijn Club Gent. Hij nam op dit onderdeel ook deel aan de Olympische Spelen van 1908 in Londen. Hij behaalde de zilveren medaille. Hij won met de gemengde Gentse acht ook drie keer de Grand Challenge Cup op de Henley Royal Regatta.

## Palmares

### vier met stuurman
- 1908:  EK in Luzern
- 1909:  EK in Parijs

### acht
- 1900:  OS in Parijs (als stuurman)
- 1906:  BK
- 1906:  EK in Pallanza
- 1906:  Grand Challenge Cup op de Henley Royal Regatta
- 1907:  BK
- 1907:  EK in Straatsburg/Kehl
- 1907:  Grand Challenge Cup op de Henley Royal Regatta
- 1908:  BK
- 1908:  EK in Luzern
- 1908:  OS in Londen
- 1909:  Grand Challenge Cup op de Henley Royal Regatta